# Савченко Анжеліка Віталіївна
Анжеліка Віталіївна Савченко (нар. 11 серпня 1982, м. Дніпропетровськ, УРСР) — українська акторка театру і кіно, артистка Національного академічного драматичного театру ім. Івана Франка. Заслужена (2013) та народна (2020) артистка України.

## Життєпис
Народилася у Дніпропетровську 11 серпня 1982 року.
У 1998 році вступила до Дніпропетровського обласного театрально-художнього коледжу.
Першу роль зіграла будучи студенткою другого курсу у виставі режисера Вадима Пінського «Солодкоголосий птах юності» за Теннессі Вільямсом – втілила Хевенлі на сцені Дніпропетровського театру російської драми ім. Горького.
Після закінчення Дніпропетровського обласного театрально-художнього коледжу у 2002 році – поступає актрисою до Національного академічного драматичного театру ім. Івана Франка, де й працює по сьогоднішній день.

## Театральні ролі
Національний академічний драматичний театр імені Івана Франка
- «Дами і гусари» О. Фредро; реж. Юрій Одинокий — панна Зося
- «Едіт Піаф. Життя в кредит» Ю. Рибчинського та В. Васалатій; реж. Ігор Афанасьєв — Симона
- «Ерік XIV» Августа Стріндберга; реж. С. Моїсеєв — Карін Монсдоттер
- «Живий труп» Лева Толстого; реж. Р. Мархоліа — Саша
- «Жона є жона» А. Чехова; реж. Валентин Козьменко-Делінде — Хористка, Покоївка
- «Одруження» М. Гоголя; реж. Валентин Козьменко-Делінде — Орина Пантелеймонівна, тітка
- «Попелюшка» Ш. Перо; реж. К. Чепура — Попелюшка
- 2016 — «Річард III» за п'єсою Вільяма Шекспіра; реж. Автанділ Варсімашвілі[ru] — королева Єлизавета[4]
- «Три товариші» Еріха Марії Ремарка; реж. Юрій Одинокий — Патріція Хольман
- «Чайка» А. Чехова; реж. Валентин Козьменко-Делінде — Ніна Михайлівна Зарєчна
- «Буря» У. Шекспіра; реж. С. Маслобойщиков — Міранда, донька Просперо
- «Романси. Ностальгія» О. Білозуба — Квіткарка
- «Урус-Шайтан» І. Афанасьєва — Галя
- «Істерія» Т. Джонсона; реж. Г. Гладій — мати Джесіки
- «Мисливці за снами» М. Павича — принцеса Атех
- «Брати Карамазови» Ф. Достоєвського; реж. Юрій Одинокий — Юля
- «Соло-мія» О. Білозуба — Жінка
- «Бременські музиканти» Г. Гладкова, Ю. Ентіна — Принцеса
- «Ромео і Джульєтта» В. Шекспіра; реж. Валентин Козьменко-Делінде — Джульєтта
- «Той, хто з неба впав» І. Поклада, О. Вратарьова — Килина
- «Украдене щастя» І. Франка; реж. Сергієм Данченко — Дівчина
- «Котигорошко» А. Навроцького — Оленка
- «Як тебе не любити, Києве мій»; реж. Олександр Білозуб — Співачка
- «Кайдашева сім'я» І. Нечуй-Левицького, реж. Петро Ільченко — Мелашка
- «Розбитий глек» Гайнріха фон Кляйста; реж. Р. Мархоліа — Єва
- 2018 — «Ідіот» Федіра Достоєвського; реж. Юрій Одинокий — Анастасія Пилипівна Барашкова[5]
- 2019 — «Verba» за драмою-феєрією «Лісова пісня» Лесі Українки; реж. Сергій Маслобойщиков — Килина, мати
- 2020 — «Сірано де Бержерак» за п'єсою Едмона Ростана, реж. Юрій Одинокий — Роксана[6]
- 2021 — «Пер Гюнт» за п'єсою Генріка Ібсена; реж. Іван Уривський — Сольвейг

Продюсерський центр «ТЕ-АРТ»
- 2016 — «Давай займемося сексом» Валентина Красногорова; реж. Стас Жирков — дівчина
- 2016 — «Розкішне весілля» Робіна Хоудона; реж. Влада Бєлозоренко — Джуді

Інші театри
- 2008 — «Задунаєць за порогом» за мотивами опери С. Гулака-Артемовського; реж. Анатолій Хостікоєв — Оксана (Театральна компанія «Бенюк і Хостікоєв»)
- 2014 — «Жанна д'Арк на вогнищі» (ораторія) Артюра Онеггера — Жанна д'Арк[7]
- «Небезпечний поворот» Джона Бойтона Прістлі; реж. Ірина Зільберман — Бетті (Продюсерський центр «Доміно Арт»)

## Фільмографія
- 2012 — Навчаю грі на гітарі (міні-серіал) — Свєта
- 2012 — Анна Герман. Таємниця білого янгола (серіал)
- 2013 — Жіночий лікар 2 (серіал) — Віра Акимова
- 2013 — Пташка у клітці (міні-серіал)
- 2013 — Бомба (серіал) — журналістка
- 2019 — Тільки диво — Марія, дружина Ніка, мати Аніки та Северина

## Нагороди і визнання
- 2010 — Почесна відзнака Міністерства культури і туризму України «За багаторічну плідну працю в галузі культури»
- 2013 — Заслужена артистка України
- 2015 — Почесна грамотна Міністерства культури України
- 2015 — X фестиваль «Золоті оплески Буковини 2015»
  - Лауреат у номінації «Найкраща жіноча роль другого плану» (панна Зося у виставі «Дами і гусари»)
- 2018 — Премія в галузі театрального мистецтва «Київська пектораль (2018)»
  - Лауреат у номінації «Найкраще виконання жіночої ролі» (Патріція Хольман у виставі «Три товариші»)
- 2020 — Народна артистка України